# شعبان باي
شعبان باي هو باي قسنطينة وحاكم بايلك الشرق ضمن أيالة الجزائر في العهد العثماني. امتد حكمه بين سنتي 1688 و1692 ليخلفه فيما بعد علي خوجة باي.
كان كثير الكراهية للعرب وقد حكم الجزائر وتوجه لتونس وازاح حاكمها محمد باى ووضع وزير محمد باى حاكماً لتونس وهو ابن شكري وعاد للجزائر وكان يكره العرب وقتل منهم الكثير فأنقلب الجنود عليه في الطريق وقتلوه خنقاً .